# Ed Elisian
 Ed Elisian (9 de desembre de 1926, Oakland, Califòrnia - 30 d'agost del 1959, Milwaukee (Wisconsin)) fou un pilot estatunidenc de curses automobilístiques. Elisian va córrer a la Champ Car a les temporades 1954-1958 incloent-hi la cursa de les 500 milles d'Indianapolis d'aquests anys. Elisian va morir cremat en un accident durant una cursa a Milwaukee.

## Resultats a la Indy 500
| Any    | Cotxe  | Sortida | Vel. mitja | Ranking | Final  | Voltes | V. líder | Retirat               |
| ------ | ------ | ------- | ---------- | ------- | ------ | ------ | -------- | --------------------- |
| 1954   | 27     | 31      | 137.794    | 29      | 18     | 193    | 0        | A 7 voltes            |
| 1955   | 68     | 29      | 135.333    | 29      | 30     | 53     | 0        | Aturat                |
| 1956   | 10     | 14      | 141.382    | 25      | 23     | 160    | 0        | Stalled               |
| 1957   | 83     | 7       | 141.777    | 12      | 29     | 51     | 0        | Accelerador           |
| 1958   | 5      | 2       | 145.926    | 2       | 28     | 0      | 0        | Accident a la sortida |
| Totals | Totals | Totals  | Totals     | Totals  | Totals | 457    | 0        |                       |

| Curses       | 5 |
| Poles        | 0 |
| Voltes líder | 0 |
| Victòries    | 0 |
| Top 5        | 0 |
| Top 10       | 4 |
| Retirades    | 2 |

## A la F1
El Gran Premi d'Indianapolis 500 va formar part del calendari del campionat del món de la Fórmula 1 entre les temporades 1950 a la 1960.
Els pilots que competien a la Indy durant aquests anys també eren comptabilitats pel campionat de la F1.
Ed Elisian va participar en 5 curses de F1, debutant al Gran Premi d'Indianapolis 500 del 1954.

### Palmarès a la F1
- Participacions: 5
- Poles: 0
- Voltes Ràpides: 0
- Victòries: 0
- Pòdiums: 0
- Punts vàlids per la F1: 0